# Unione Socialista dell'Organizzazione Giovanile dei Pionieri
L'Unione Socialista dell'Organizzazione Giovanile dei Pionieri (in  ceco Pionýrská organizace Socialistického svazu mládeže, POSSM) comunemente chiamata Pionýr è stata un'organizzazione giovanile del Partito Comunista della Cecoslovacchia per ragazzi da 8 a 15 anni. All'età di 15 anni e fino a 25 anni i giovani cechi e slovacchi passavano all'Unione della Gioventù Cecoslovacca, organizzazione simile alla sovietica Komsomol.
Questi movimenti raccoglievano l'eredità dell'associazione dei Sokol e nella continuità della tradizione dei Sokol preparavano i partecipanti agli Slety periodici raduni di massa di ginnasti, in cui decine di migliaia di partecipanti eseguivano esercizi ginnici seguendo una coreografia. In Cecoslovacchia tali manifestazioni vennero organizzate dal regime comunista, con la denominazione di Spartachiadi, ogni cinque anni a partire dal 1955, in occasione delle celebrazioni del 10º anniversario dell'ingresso nel paese dell'Armata Rossa.